# Resolución 55 del Consejo de Seguridad de las Naciones Unidas
La Resolución 55 del Consejo de Seguridad de las Naciones Unidas fue adoptada el 29 de julio de 1948, tras recibir un informe del Comité de Buenos Oficios sobre el estancamiento de las negociaciones políticas y comerciales en Indonesia. Mediante esta resolución, el Consejo pidió a los gobiernos de los Países Bajos y de la República de Indonesia que mantuvieran una estricta observancia de los elementos  militares y económicos del Acuerdo de Renville. También pidió que aplicaran pronta y plenamente sus doce principios políticos.
La resolución fue adoptada por unanimidad con 9 votos; la RSS de Ucrania y la Unión Soviética se abstuvieron.